# Broadway (Karolina Północna)
Broadway – miasto w Stanach Zjednoczonych, w stanie Karolina Północna, w hrabstwie Lee.